# Courtomer (Orne)
Pour les articles homonymes, voir Courtomer.
Courtomer est une commune française, située dans le département de l'Orne en région Normandie, peuplée de 725 habitants.

## Géographie

### Localisation
La commune se situe au nord-est de la campagne d'Alençon. Son bourg se trouve à 15 km à l'est de Sées, à 22 km au nord-ouest de Mortagne-au-Perche et à 28 km au sud-ouest de L'Aigle.
| Brullemail             | Ferrières-la-Verrerie | Ferrières-la-Verrerie                  |
| Gâprée                 | Courtomer             | Tellières-le-Plessis                   |
| Saint-Germain-le-Vieux | Montchevrel           | Le Plantis, Sainte-Scolasse-sur-Sarthe |

### Géologie et relief
La superficie de la commune est de 19,90 km2 ; son altitude varie de 172  à   219 mètres. Le territoire de Courtomer était le plus étendu du canton éponyme, disparu en 2015.

### Hydrographie
La commune est traversée par la ligne de partage des eaux entre les bassins hydrographiques Seine-Normandie et Loire-Bretagne. Elle est drainée par le Guerne, la Fresbee, le ruisseau de Bourse, le ruisseau de Launay, le ruisseau d'écuenne et le Surgoutte,,.
Le Guerne, d'une longueur de 11 km, prend sa source dans la commune et se jette  dans la Sarthe à Plantis, après avoir traversé trois communes.
Un plan d'eau complète le réseau hydrographique : l'étang d'Ecuenne, d'une superficie totale de 0,9 ha (0,73 ha sur la commune),.

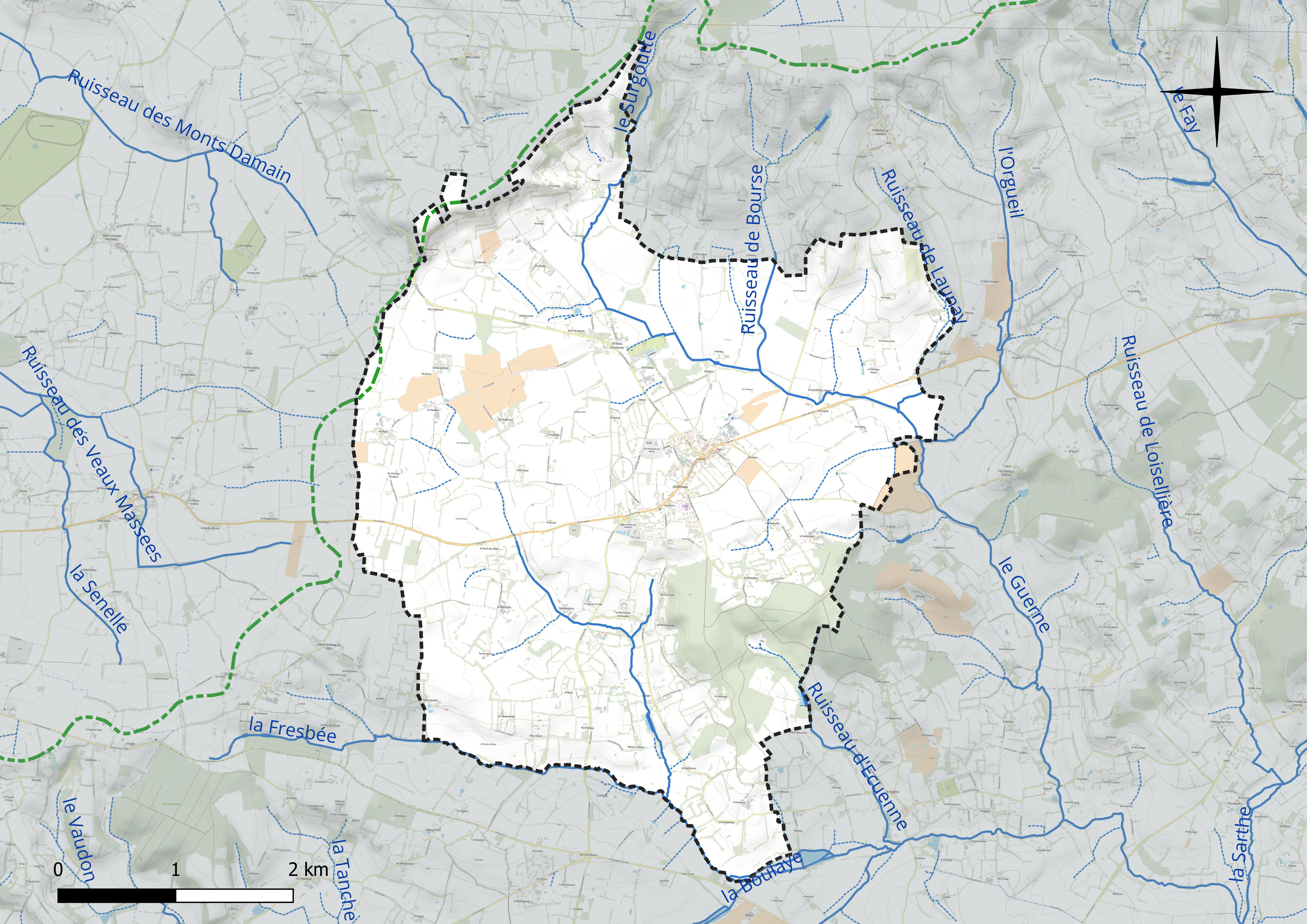
Réseau hydrographique de Courtomer.

### Climat
Le climat qui caractérise la commune est qualifié, en 2010, de « climat océanique dégradé des plaines du Centre et du Nord », selon la typologie des climats de la France qui compte alors huit grands types de climats en métropole. En 2020, la commune ressort du type « climat océanique altéré » dans la classification établie par Météo-France, qui ne compte désormais, en première approche, que cinq grands types de climats en métropole. Il s’agit d’une zone de transition entre le climat océanique, le climat de montagne et le climat semi-continental. Les écarts de température entre hiver et été augmentent avec l'éloignement de la mer. La pluviométrie est plus faible qu'en bord de mer, sauf aux abords des reliefs.
Les paramètres climatiques qui ont permis d’établir la typologie de 2010 comportent six variables pour les températures et huit pour les précipitations, dont les valeurs correspondent à la normale 1971-2000. Les sept principales variables caractérisant la commune sont présentées dans l'encadré ci-après.
| Paramètres climatiques communaux sur la période 1971-2000 - Moyenne annuelle de température : 9,8 °C - Nombre de jours avec une température inférieure à −5 °C : 3,8 j - Nombre de jours avec une température supérieure à 30 °C : 2,4 j - Amplitude thermique annuelle : 14,5 °C - Cumuls annuels de précipitation : 782 mm - Nombre de jours de précipitation en janvier : 12,4 j - Nombre de jours de précipitation en juillet : 7,9 j |

Avec le changement climatique, ces variables ont évolué. Une étude réalisée en 2014 par la Direction générale de l'Énergie et du Climat complétée par des études régionales prévoit en effet que la  température moyenne devrait croître et la pluviométrie moyenne baisser, avec toutefois de fortes variations régionales. La station météorologique de Météo-France installée sur la commune et en service de 1997 à 2010 permet de connaître l'évolution des indicateurs météorologiques. Le tableau détaillé pour la période 1981-2010 est présenté ci-après.
| Mois                                  | jan.           | fév.            | mars          | avril         | mai             | juin         | jui.          | août           | sep.          | oct.          | nov.            | déc.          | année     |
| ------------------------------------- | -------------- | --------------- | ------------- | ------------- | --------------- | ------------ | ------------- | -------------- | ------------- | ------------- | --------------- | ------------- | --------- |
| Température minimale moyenne (°C)     | 1,4            | 2               | 3,6           | 5,4           | 9               | 11,4         | 12,8          | 13,3           | 10,9          | 8,4           | 4,5             | 1,8           | 7,1       |
| Température moyenne (°C)              | 3,9            | 5               | 7,4           | 9,9           | 13,7            | 16,4         | 17,9          | 18,5           | 15,7          | 11,9          | 7,4             | 4,4           | 11        |
| Température maximale moyenne (°C)     | 6,3            | 8,1             | 11,3          | 14,4          | 18,3            | 21,4         | 23            | 23,6           | 20,5          | 15,5          | 10,2            | 6,9           | 15        |
| Record de froid (°C) date du record   | −13 01.01.1997 | −8,3 02.02.1998 | −9,1 01.03.05 | −2,9 07.04.08 | −0,7 07.05.1997 | 3,7 04.06.01 | 6 12.07.00    | 5,1 28.08.1998 | 2,6 19.09.07  | −3,5 29.10.03 | −6,3 23.11.1998 | −9,6 19.12.09 | −13 1997  |
| Record de chaleur (°C) date du record | 16,2 27.01.03  | 17,9 20.02.1998 | 22,3 19.03.05 | 26,3 30.04.05 | 29,7 27.05.05   | 32 28.06.05  | 34,7 26.07.06 | 37,5 06.08.03  | 31,7 04.09.05 | 24,8 13.10.01 | 18,3 06.11.03   | 16,4 07.12.00 | 37,5 2003 |
| Précipitations (mm)                   | 70,7           | 56,9            | 59,7          | 59,6          | 68,6            | 50,4         | 75,2          | 50,7           | 52,2          | 84,8          | 84,3            | 92            | 805,1     |

### Paysages
Selon l'Atlas des paysages de l'Orne, la commune se situe dans les plaines et vallonnements du Merlerault et de la haute vallée de la Sarthe.
Les paysages aux alentours de la commune sont dominés par des parties planes et largement céréalières et une crête boisée, rebord du plateau du Pays d’Ouche, qui vient fermer visuellement un ensemble hétérogène
de vallonnements herbagers.

## Urbanisme

### Typologie
Au 1er janvier 2024, Courtomer est catégorisée commune rurale à habitat dispersé, selon la nouvelle grille communale de densité à sept niveaux définie par l'Insee en 2022.
Elle est située hors unité urbaine et hors attraction des villes,.

### Occupation des sols
L'occupation des sols de la commune, telle qu'elle ressort de la base de données européenne d’occupation biophysique des sols Corine Land Cover (CLC), est marquée par l'importance des territoires agricoles (91,9 % en 2018), une proportion sensiblement équivalente à celle de 1990 (92,2 %).
La répartition détaillée en 2018 est la suivante : prairies (54,9 %), terres arables (35,4 %), forêts (6 %), zones urbanisées (2,2 %), zones agricoles hétérogènes (1,5 %).

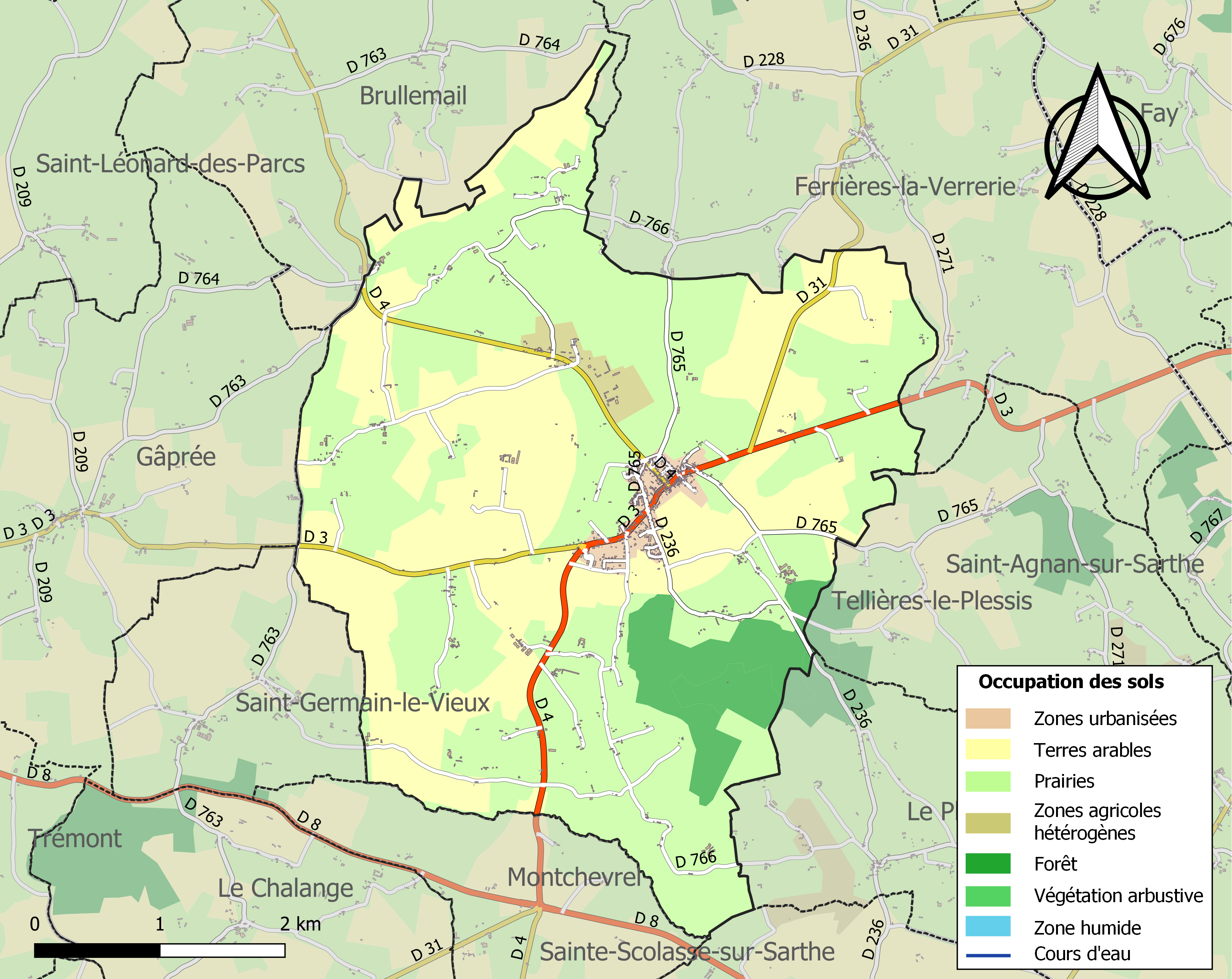
Carte des infrastructures et de l'occupation des sols de la commune en 2018 (CLC).

L'évolution de l’occupation des sols de la commune et de ses infrastructures peut être observée sur les différentes représentations cartographiques du territoire : la carte de Cassini (XVIIIe siècle), la carte d'état-major (1820-1866) et les cartes ou photos aériennes de l'IGN pour la période actuelle (1950 à aujourd'hui).

## Toponymie
Le nom de la localité est attesté sous la forme latinisée Curia Homeri en 1373.
Il s'agit d'une formation toponymique médiévale en Court-, dont l'élément Curia dans la mention ancienne résulte d'une mauvaise latinisation. Elle explique aussi la graphie moderne cour < ancien français court. Curia (avec ū long) aurait abouti à *cuire, *coire en français (cf. la ville de Coire, anciennement Curia). Court est en réalité issu du gallo-roman CORTE ou CURTE qui remontent respectivement au bas latin cortem et curtis (< latin classique cohors, cohortis). Court signifiait initialement « cour de ferme, ferme ».
Le second élément -omer représente un anthroponyme, peut-être Audomarus, (allemand Otmar).
Le gentilé est Courtomerois.

## Histoire

### Temps modernes
On trouve comme baron de Courtomer, Jean de Saint-Simon, qui se voit accordé un délai le 27 juin 1607 afin de vérifier plusieurs droitures, redevances ou services rendus, à son fief de Sainte-Mère-Église, et Jacques-Antoine de Saint-Simon de Couthomer, chevalier, comte dudit lieu, seigneur de Sainte-Mère-Église et des Bohons qui rend aveu le 8 décembre 1678.
La baronnie de Courtomer est érigée en marquisat par lettres patentes de février 1620, enregistrées au Parlement de Rouen le 2 avril 1621, et à la CC[Quoi ?] le 17 février 1623, en faveur de Jean-Antoine de Saint-Simon ; et à nouveau en mars 1653 (enregistré le 7 mai) pour Marie de Saint-Simon (1639-1670), « huguenote opiniâtre », épouse en 1652 au temple de Charenton (âgée d'à peine treize ans) de René de Cordouan (mariage annulé), puis remariée en 1661 à Jacques Nompar de Caumont (1625-1699), depuis 4e duc de la Force, dont trois filles. L'aînée, Jeanne de Caumont, héritière du marquisat, épousa en 1682 son cousin Claude-Antoine de Saint-Simon, dont postérité.

### Révolution française et Empire
Par décret impérial du 14 juillet 1811, Courtomer (1 058 habitants en 1806) absorbe Saint-Lhomer (498 habitants), commune nommée Les Vallées sous la Révolution française,,. Il est à noter que Saint-Lhomer était initialement le chef-lieu de l'actuel canton de Courtomer, au moins jusqu'en 1792,. D'ailleurs, le bourg actuel de Courtomer correspond à l'ancienne agglomération de Saint-Lhomer, dont le nom a complètement disparu des cartes. Le site primitif de Courtomer est aujourd'hui appelé le Vieux Courtomer, à un kilomètre au nord-ouest du bourg.

## Politique et administration
| Période                                  | Période   | Identité             | Étiquette | Qualité                                                           |
| ---------------------------------------- | --------- | -------------------- | --------- | ----------------------------------------------------------------- |
| ?                                        | ?         | Jean-Charles Lesage  |           | Conseiller général du canton de Courtomer (1867-1871)             |
| ?                                        | ?         | Isaïe Manson         |           | Mécanicien, conseiller général du canton de Courtomer (1919-1931) |
| avant 1995                               | ?         | René Giard           |           |                                                                   |
| ?                                        | mars 2001 | Jean-Claude Fournier |           |                                                                   |
| mars 2001                                | 2005      | Michel Altazin       |           |                                                                   |
| 2005                                     | mai 2020  | Monique Bracke       | SE        | Commerçante                                                       |
| mai 2020                                 | En cours  | Robert Collette      | SE        | Agriculteur retraité                                              |
| Les données manquantes sont à compléter. |           |                      |           |                                                                   |

Le conseil municipal est composé de quinze membres dont le maire et trois adjoints.

## Démographie
L'évolution du nombre d'habitants est connue à travers les recensements de la population effectués dans la commune depuis 1793. Pour les communes de moins de 10 000 habitants, une enquête de recensement portant sur toute la population est réalisée tous les cinq ans, les populations de référence des années intermédiaires étant quant à elles estimées par interpolation ou extrapolation. Pour la commune, le premier recensement exhaustif entrant dans le cadre du nouveau dispositif a été réalisé en 2007.
En 2022, la commune comptait 725 habitants, en évolution de −0,28 % par rapport à 2016 (Orne : −3,21 %, France hors Mayotte : +2,11 %).
Courtomer a compté jusqu'à 1 256 habitants en 1836, mais les deux communes de Courtomer et Saint-Lomer totalisaient 1 556 habitants en 1806.
| 1793  | 1800 | 1806  | 1821  | 1836  | 1841  | 1846  | 1851  | 1856  |
| ----- | ---- | ----- | ----- | ----- | ----- | ----- | ----- | ----- |
| 1 104 | 802  | 1 058 | 1 254 | 1 259 | 1 215 | 1 164 | 1 216 | 1 202 |

| 1861  | 1866  | 1872  | 1876  | 1881  | 1886  | 1891  | 1896  | 1901  |
| ----- | ----- | ----- | ----- | ----- | ----- | ----- | ----- | ----- |
| 1 112 | 1 200 | 1 111 | 1 140 | 1 106 | 1 092 | 1 048 | 1 011 | 1 004 |

| 1906 | 1911 | 1921 | 1926 | 1931 | 1936 | 1946 | 1954 | 1962 |
| ---- | ---- | ---- | ---- | ---- | ---- | ---- | ---- | ---- |
| 894  | 848  | 770  | 785  | 733  | 780  | 852  | 824  | 849  |

| 1968 | 1975 | 1982 | 1990 | 1999 | 2006 | 2007 | 2012 | 2017 |
| ---- | ---- | ---- | ---- | ---- | ---- | ---- | ---- | ---- |
| 783  | 698  | 659  | 636  | 676  | 722  | 729  | 763  | 702  |

| 2022 | - | - | - | - | - | - | - | - |
| ---- | - | - | - | - | - | - | - | - |
| 725  | - | - | - | - | - | - | - | - |

## Culture locale et patrimoine

### Lieux et monuments
- Le château du XVIIIe siècle et son ancien temple protestant du XVIIe, partiellement inscrits au titre des monuments historiques[44].
- Église Saint-Lhomer du XIXe siècle, construite en style néo-roman. Beau portail de style roman.
- Chapelle du Vieux-Courtomer : chœur de l’ancienne église paroissiale du XIIe siècle. Les deux communes de Courtomer et de Saint-Lhomet furent réunies en 1821. La nef fut démolie à la fin du XIXe siècle.
- Chapelle Saint-Jacques dans le bois d'Écuenne.

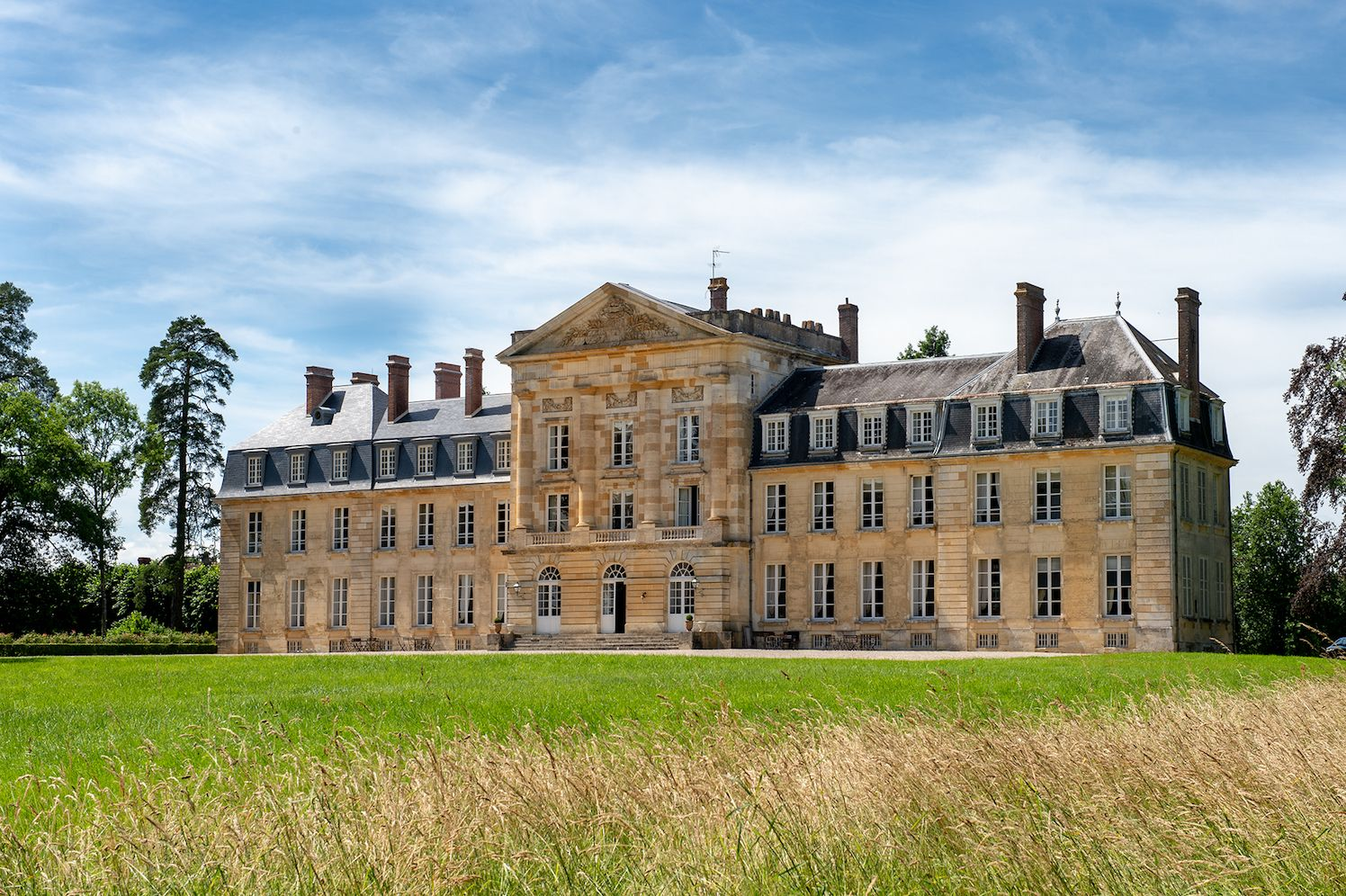
Le château de Courtomer.
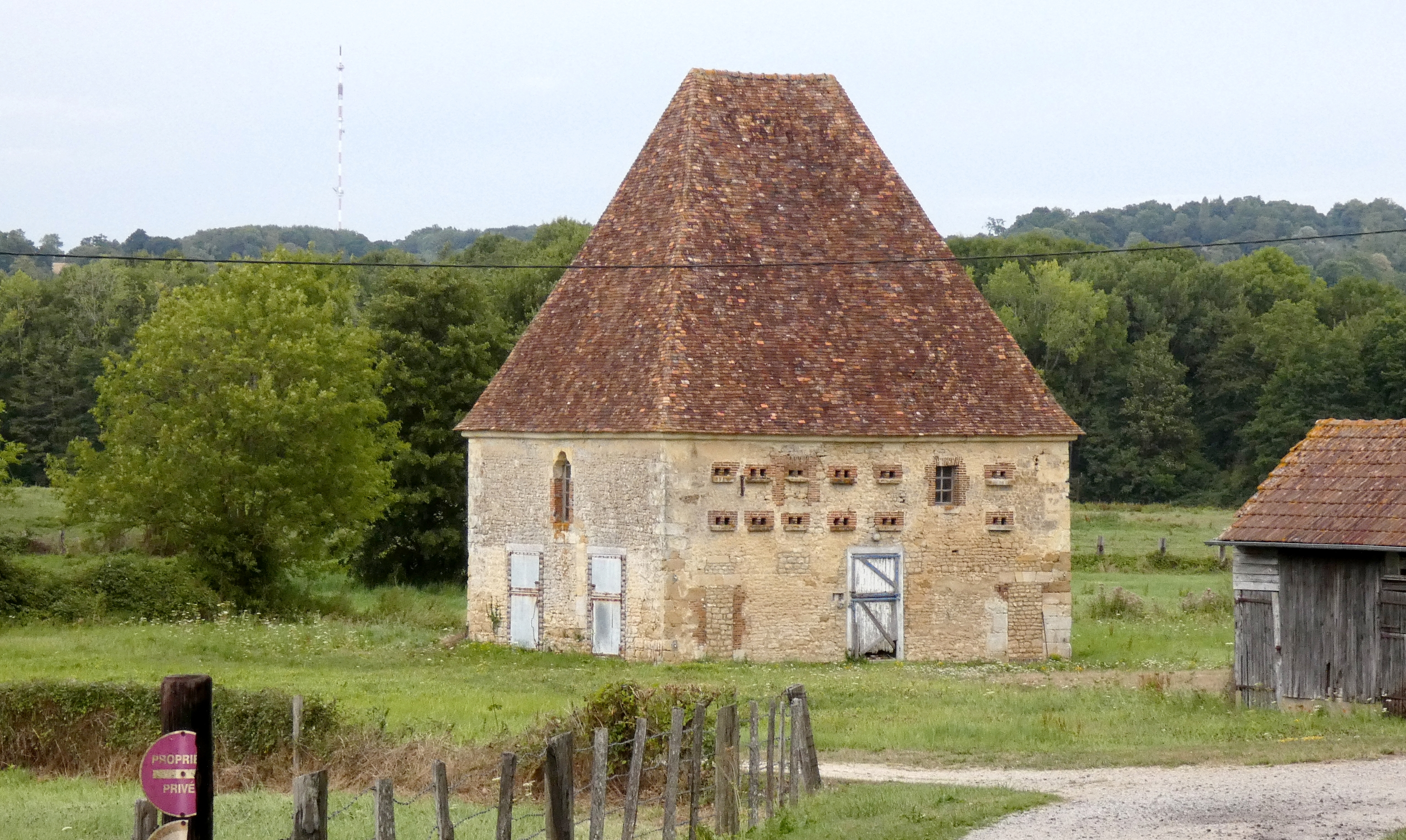
L'ancien temple protestant.
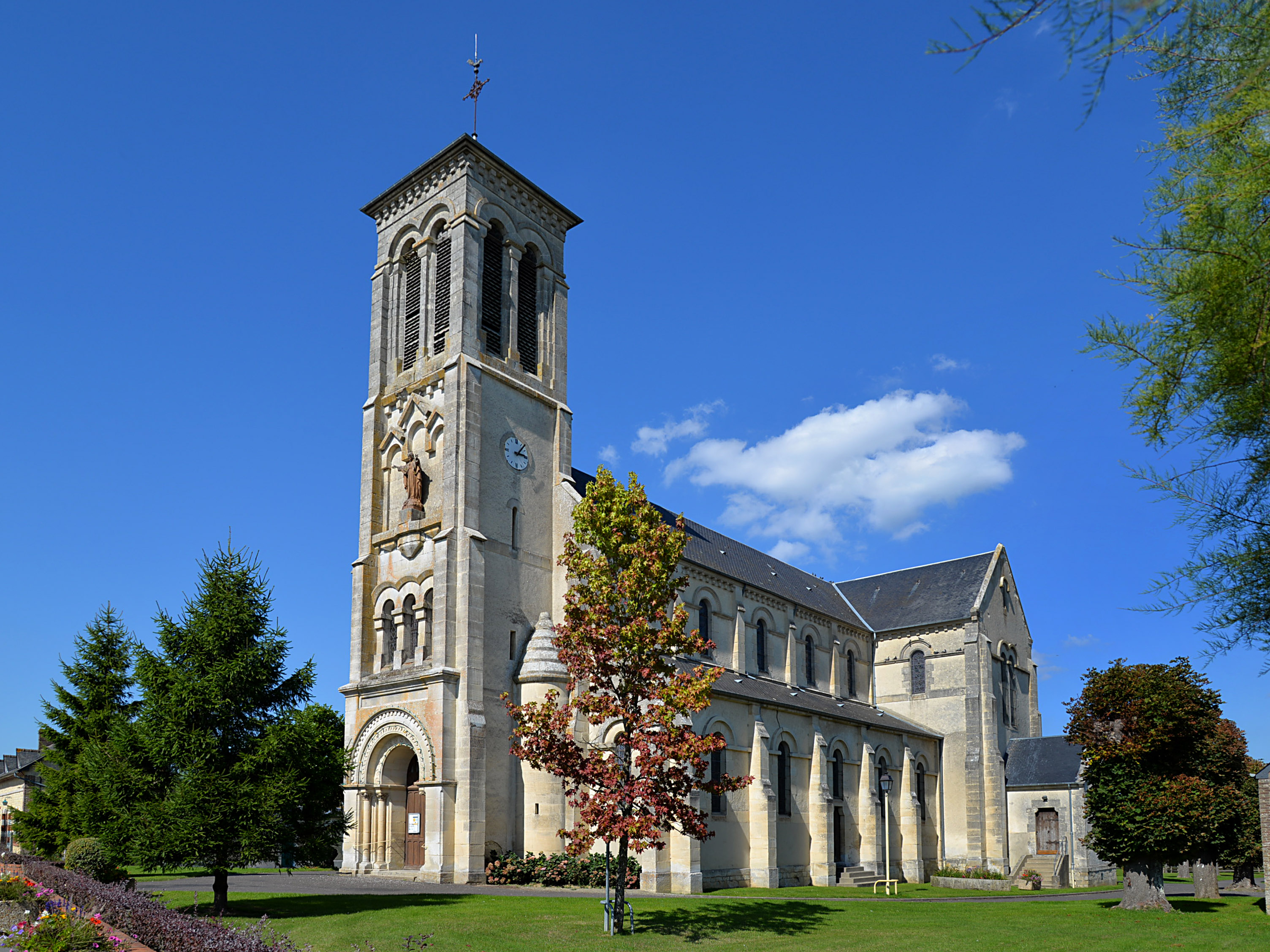
L’église Saint-Lomer.
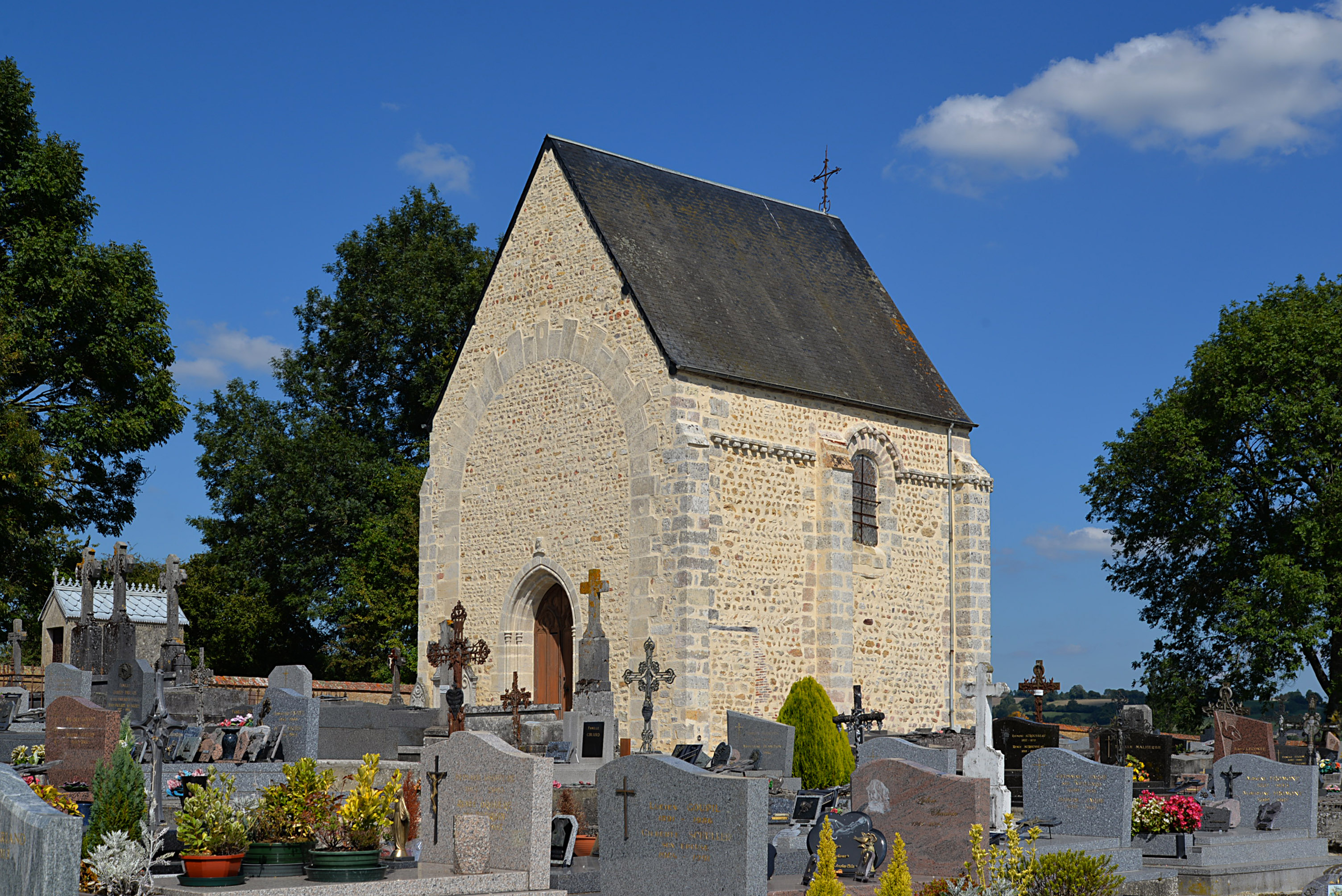
La chapelle du Vieux-Courtomer.
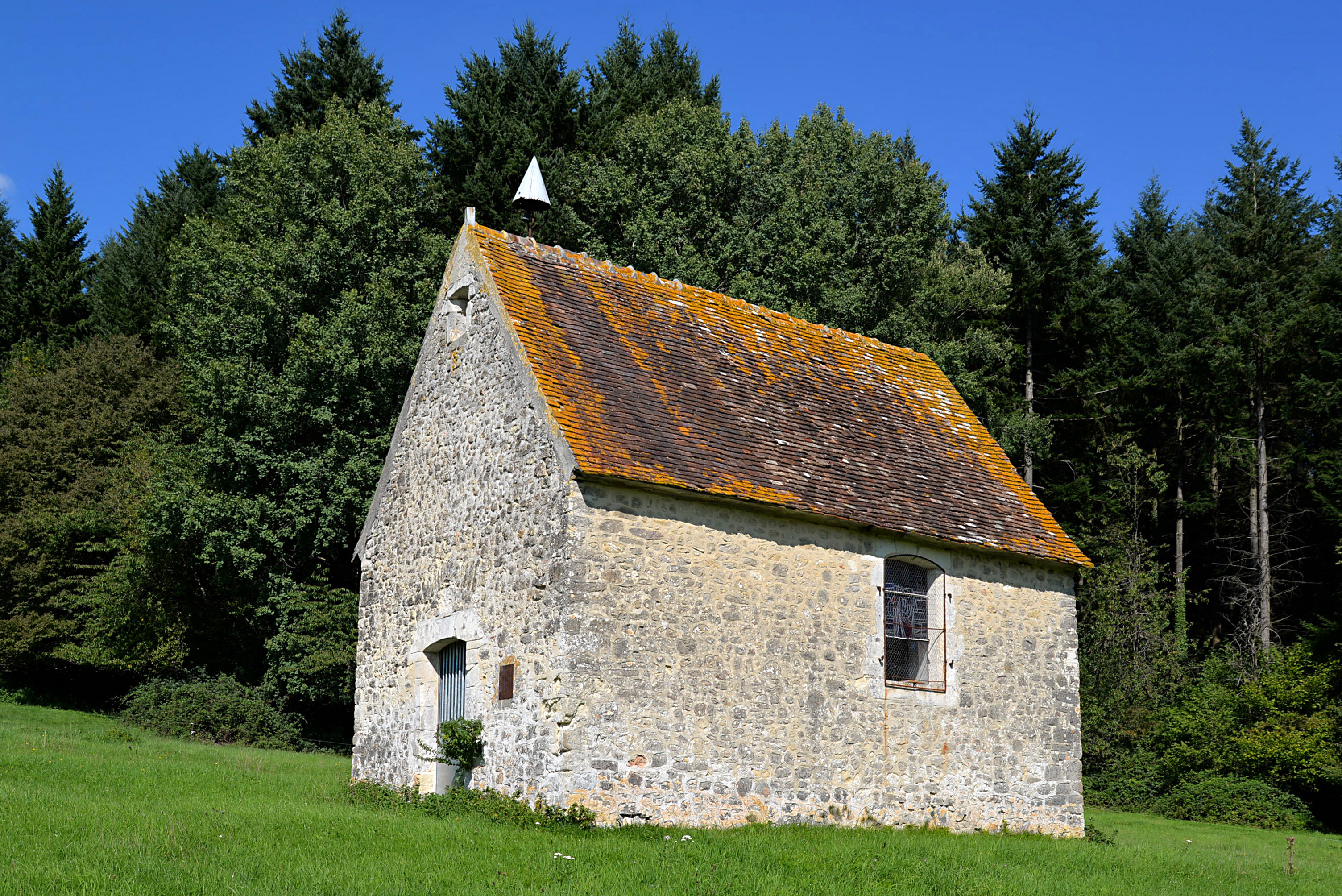
La chapelle Saint-Jacques.

### Personnalités liées à la commune
- Saint Laumer, fondateur du village éponyme.
- Louise Émilie de Vaudetar (Courtomer, 1694 - Paris, 1719), fille illégitime du Grand Dauphin et petite-fille de Louis XIV.
- Auguste Billiard (Courtomer, 1788 - 1858), haut fonctionnaire, écrivain et polémiste français connu pour le voyage qu’il fit entre 1817 et 1820 sur l’île Bourbon, l’actuelle île de La Réunion, dans l’océan Indien.
- Joseph Lamy (Courtomer, 1881 - 1947), industriel, cofondateur des automobiles Amilcar.
- Alain Corbin (né à Courtomer en 1936), historien français[45].

### Héraldique
| Blason de Courtomer (Orne) | Blason  | De sinople aux trois lionceaux d'argent.                                                                               |
| Blason de Courtomer (Orne) | Détails | Il s'agit d'une reprise des armes de Jacques Étienne Antoine de Saint-Simon-Courtomer ( † 1768), vicomte de Courtomer. |